# Telemach (Slovenija)
Telemach, širokopasovne komunikacije, d.o.o. je slovenski ponudnik fiksnih storitev in mobilni operater ter član skupine United Group.   
Junija 2015 je začel oddajati LTE omrežje.   

## Prevzem Tušmobila
Telemach je aprila 2015 prevzel podjetje Tušmobil. Z nakupom mobilnega operaterja Tušmobil je poleg fiksnih storitev, ki jih nudi v lastnem fiksnem omrežju, pridobil še lastno mobilno omrežje za zagotavljanje mobilnih storitev.